# Alen Mustafić
Alen Mustafić (Tuzla, 5 agosto 1999) è un calciatore bosniaco, centrocampista dello Slovan Bratislava.

## Caratteristiche tecniche
È un centrocampista centrale.

## Carriera

### Club
Cresciuto nel settore giovanile del Sarajevo, debutta in prima squadra il 25 febbraio 2018 in occasione dell'incontro di Premijer Liga Bosne i Hercegovine pareggiato 0-0 contro il Radnik Bijeljina. Nel gennaio 2020 si trasferisce in prestito allo Slovan Bratislava dove si alterna fra prima e seconda squadra; al termine della stagione viene acquistato a titolo definitivo dal club slovacco, che poco dopo lo presta per una stagione al Nitra.

### Nazionale
Ha giocato nella nazionale bosniaca Under-19.

## Statistiche
Statistiche aggiornate al 3 aprile 2021.

### Presenze e reti nei club
| Stagione        | Squadra           | Campionato      | Campionato | Campionato | Coppe nazionali | Coppe nazionali | Coppe nazionali | Coppe continentali | Coppe continentali | Coppe continentali | Altre coppe | Altre coppe | Altre coppe | Totale | Totale | Totale |
| Stagione        | Squadra           | Comp            | Pres       | Reti       | Comp            | Pres            | Reti            | Comp               | Pres               | Reti               | Comp        | Pres        | Reti        | Pres   | Reti   |        |
| --------------- | ----------------- | --------------- | ---------- | ---------- | --------------- | --------------- | --------------- | ------------------ | ------------------ | ------------------ | ----------- | ----------- | ----------- | ------ | ------ | ------ |
| 2017-2018       | Sarajevo          | PL              | 9          | 0          | CB              | 0               | 0               |                    | -                  | -                  |             | -           | -           | 9      | 0      |        |
| 2018-2019       | Sarajevo          | PL              | 9          | 0          | CB              | 4               | 0               | UEL                | 2                  | 0                  |             | -           | -           | 15     | 0      |        |
| 2019-gen. 2020  | Sarajevo          | PL              | 7          | 1          | CB              | 0               | 0               | UCL+UEL            | 0+2                | 0                  |             | -           | -           | 7      | 1      |        |
| gen.-lug. 2020  | Slovan Bratislava | SL              | 2          | 0          | CS              | 2               | 0               |                    | -                  | -                  |             | -           | -           | 4      | 0      |        |
| 2020-2021       | Nitra             | SL              | 24         | 2          | CS              | 2               | 1               |                    | -                  | -                  |             | -           | -           | 26     | 3      |        |
| Totale carriera | Totale carriera   | Totale carriera | 51         | 3          |                 | 8               | 1               |                    | 4                  | 0                  |             | -           | -           | 63     | 4      |        |

## Palmarès

### Club

#### Competizioni nazionali
- Campionato slovacco: 2

Slovan Bratislava: 2021-2022, 2024-2025